# 로렌스 월커슨

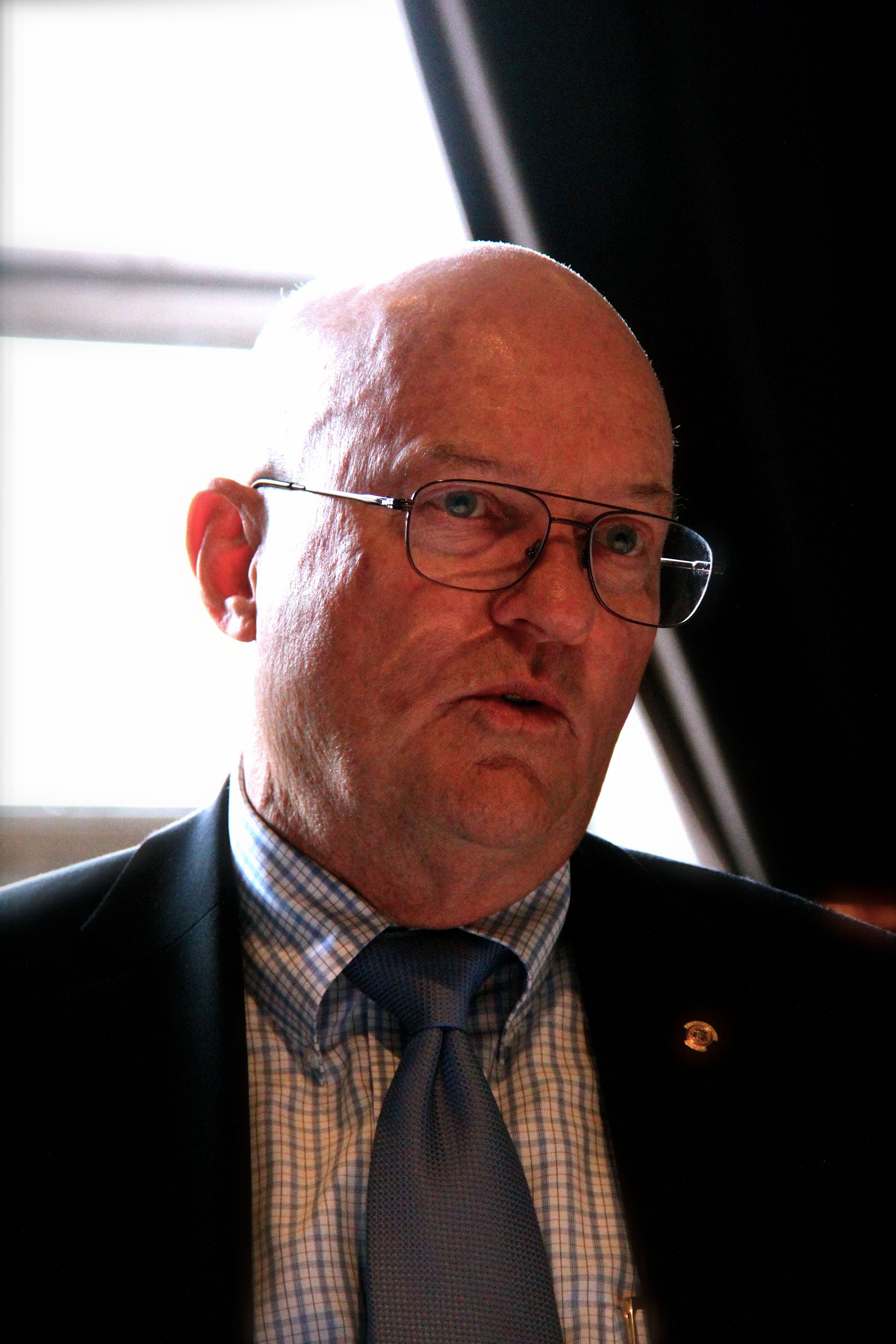

로렌스 B. "래리" 월커슨("Larry" Wilkerson, 1945년 6월 15일~)은 퇴역한 미국 육군 대령(Colonel)이자 전 국무장관 콜린 파월의 비서실장이다.

## 사건
- 2015년, 바이스 뉴스와의 인터뷰에서 "테러 용의자들을 '특별 심문'을 하기 위하여 인도양의 기지로 이송해갔다"고 폭로하였다.